# دردسر بزرگ (مجموعه تلویزیونی)
دردسر بزرگ یک مجموعه تلویزیونی محصول سال ۱۳۷۶ به کارگردانی رحیم مرتضی‌وند، علی عبدالعلی‌زاده، علیرضا اقدم، مسعود ثروت و میترا مقدم، نویسندگی علی عبدالعلی‌زاده و تهیه‌کنندگی می‌باشد. این مجموعه هر روز نوروز ۷۷ از شبکه دو سیما پخش می‌شد.

## عوامل تولید
- بازنویسی نهائی فیلمنامه و کارگردان: علی عبدالعلی‌زاده
- با تشکر از هوشنگ قنواتی زاده
- گروه کارگردانی: رحیم مرتضی‌وند، میترا مقدم، مسعود ثروت، علیرضا اقدم
- محصول: ۱۳۷۶